# Diopterlineal

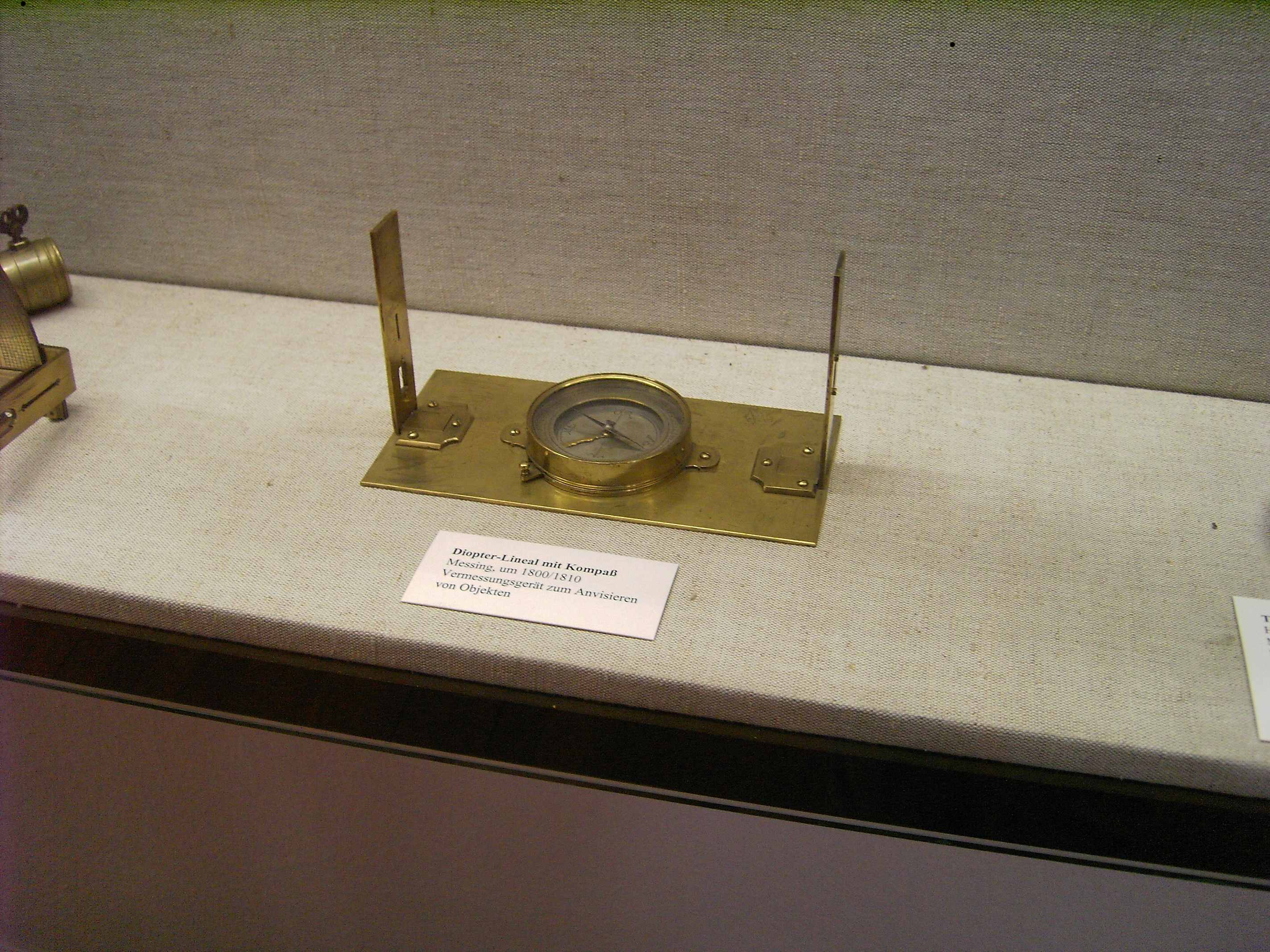
Diopterlineal mit Kompass

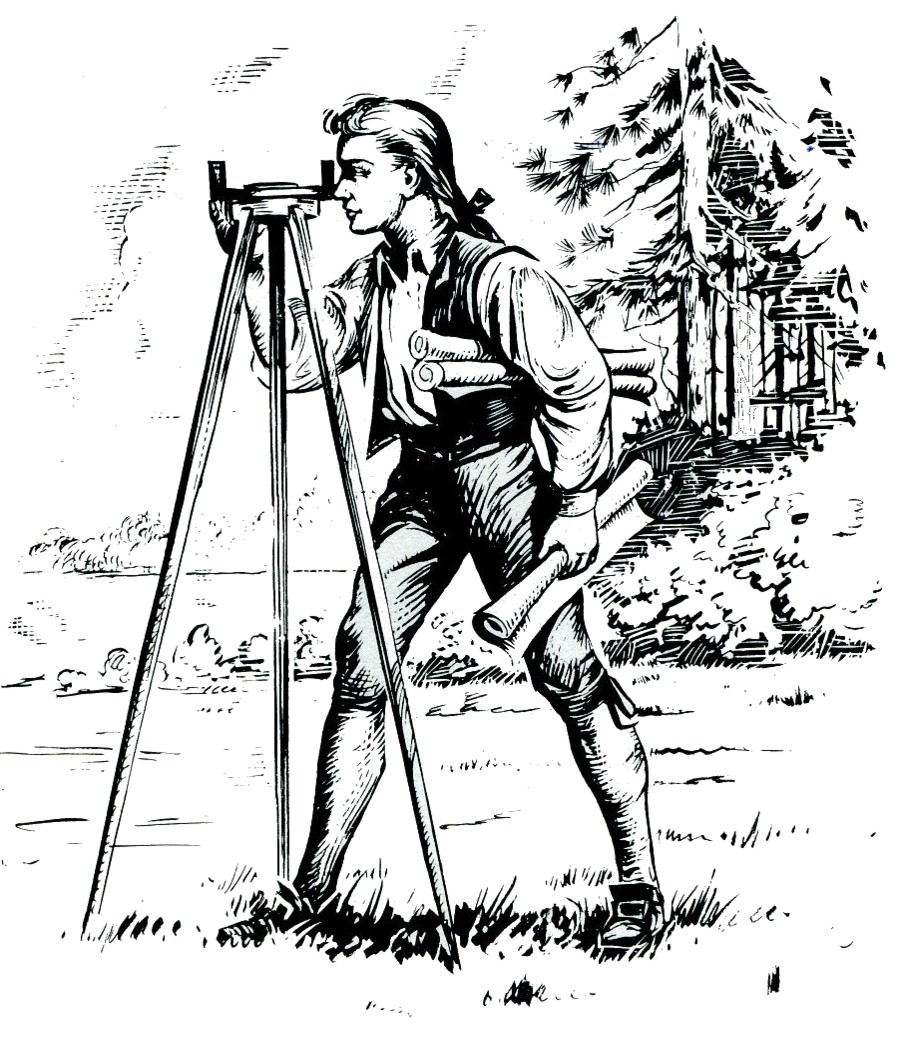
Diopterlineal auf einem Stativ

Das Diopterlineal, auch Krokiergerät genannt, ist der Vorläufer der Kippregel. Es handelt sich um ein Lineal, auf dem ein Diopter in der Art zweier senkrechter Schienen mit je einem Schlitz oder verschiebbaren Blenden (Scheiben mit einer feinen Bohrung) angebracht ist.
Das Diopterlineal diente ebenso wie die Kippregel, die mit einem Zielfernrohr ausgestattet ist, zur zeichnerischen Aufnahme von Polarkoordinaten bei Geodäsie und Vermessung auf einem Messtisch. Die Genauigkeit ist begrenzt und nicht mit der einer Kippregel vergleichbar. Das Diopterlineal ist aber durchaus geeignet, einfache und schnelle Skizzen zu erstellen.
Diopterlineale werden nur noch vereinzelt gefertigt und angeboten. Sie dienen dann meist der Ausbildung und als preiswerter Ersatz für die (mittlerweile auch kaum noch verwendete) Kippregel beim Erstellen von einfachen Skizzen, beispielsweise in der Archäologie und der Speläologie.